# Virgil Thomson
Virgil Thomson (Kansas City, 25 de novembro de 1896 - Nova Iorque, 30 de setembro de 1989) foi um compositor e crítico estadunidense.

## Biografia
Depois da Primeira Guerra Mundial, ele entrou na Universidade Harvard com a intenção de se tornar um pianista e organista.
Em 1921, estudou com Nadia Boulanger em Paris, onde conheceu o grupo francês conhecido como Les Six, quando já dentro desse começou a compor. 
Ainda na França conheceu Gertrude Stein, com quem desenvolveu as óperas Four Saints in Three Acts  (1928), e The Mother of Us All (1946).
De volta a Nova Iorque, trabalhou como crítico de música no New York Herald Tribune.
Em 1988 recebeu a Medalha Nacional de Artes.

## Obras
Entre outras obras estão:
A música cinematográfica  do documentário The Plow That Broke the Plains (1936) e do filme Louisiana Story (1948).